# Eremiaphila numida
Eremiaphila numida è una specie di mantide religiosa appartenente al genere Eremiaphila.